# Alexandru Pașcanu
Alexandru Pașcanu (n. 3 mai 1920, București – d. 6 iulie 1989 București) a fost un compozitor și profesor de muzică român.
A studiat în perioada 1938 - 1946 la Conservatorul din București, având ca profesori pe Marțian Negrea, Nicolae Brânzeu, Dimitrie Cuclin, Constantin Brăiloiu și Ionel Perlea. A urmat în paralel cursurile Facultății de Drept din București (1938-1944).
Din 1952 a predat la Conservator teoria muzicii și solfegiu, iar din 1966 devenit profesor de armonie. Pe lângă alte articole de teorie muzicală, a publicat și un Tratat de armonie, în două volume, reeditat de mai multe ori.

## Compoziții
- Serenade pentru violoncel și pian, 1955
- Marea Neagră, 1960
- Improvizație pentru violă și pian, 1965
- Toccata, 1969
- Baladă pentru clarinet și clavecin, 1970
- Bocete străbune pentru cor mixt, 1971
- Chindia pentru cor mixt, 1971
- Ah, ce bucurie! pentru cor de copii, 1974
- Noapte de vară pentru cor mixt, 1974
- Baladă pentru clarinet și orchestră, 1977
- Tinerețe pentru orchestră de coarde, 1979
- Festum hibernum pentru cor mixt, 1980

## Scrieri
- Despre transpoziție, București 1955
- Despre instrumentele muzicale București 1959, 1962, 1980
- Armonie, București 1971, 1975, 1982
- Armonia : Manual pentru clasele X și XI, licee de muzică, Editura Didactică și Pedagogică, 1977
- Mai multe variante și o singură temă: Chindia, Editura Muzicală, 1976
- Marea Neagră : Poem simfonic, Editura Muzicală a Uniunii Compozitorilor din R.P.R. , 1964
- Străvechi tradiții ciclice, Editura Muzicală, 1980

culca-te in legnut (culeasă)
- Armonia volumul I, București, Editura Muzicală Grafoart, 2013
- Armonia volumul II, București, Editura Muzicală Grafoart, 2013

## Înregistrări
- Pro humanitate. Poem simfonic (1972-83) / Balada pentru clarinet și orchestră de coarde (1977) / Tinerețe. Diptic pentru orchestră de cameră; cu Corul și orchestra ale Radioteleviziunii, Iosif Conta; editor Electrecord, 1984